# Triatló als Jocs Olímpics d'estiu de 2016
En els Jocs Olímpics d'Estiu de 2016, celebrats a la ciutat de Rio de Janeiro (Brasil), es realitzaran dues proves de triatló, una en categoria masculina i una altra en categoria femenina.
La competició es realitzarà entre els dies 18 i 20 d'agost al Fort de Copacabana.
Aquest esport combina proves de natació (1.500 metres), ciclisme (43 quilòmetres en línia) i cursa a peu (10 quilòmetres).

## Resum de medalles
| Prova                      | Or                      | Plata                   | Bronze               |
| Individual masculí Detalls | Alistair Brownlee (GBR) | Jonathan Brownlee (GBR) | Henri Schoeman (RSA) |
| Individual femení Detalls  | Gwen Jorgensen (USA)    | Nicola Spirig (SUI)     | Vicky Holland (GBR)  |

## Medaller
| Posició | País         | Or | Plata | Bronze | Total |
| 1       | Regne Unit   | 1  | 1     | 1      | 3     |
| 2       | Estats Units | 1  | 0     | 0      | 1     |
| 3       | Suïssa       | 0  | 1     | 0      | 1     |
| 4       | Sud-àfrica   | 0  | 0     | 1      | 1     |
| Total   | Total        | 2  | 2     | 2      | 6     |